# Walter Jaeschke
Walter Jaeschke (* 20. September 1945 in Amberg; † 14. Juli 2022) war ein deutscher Philosoph und Hochschullehrer. Als Spezialist für die klassische deutsche Philosophie leitete er die Edition der Akademie-Ausgabe von Georg Wilhelm Friedrich Hegel sowie von Friedrich Heinrich Jacobi und das Hegel-Archiv an der Ruhr-Universität Bochum.

## Leben

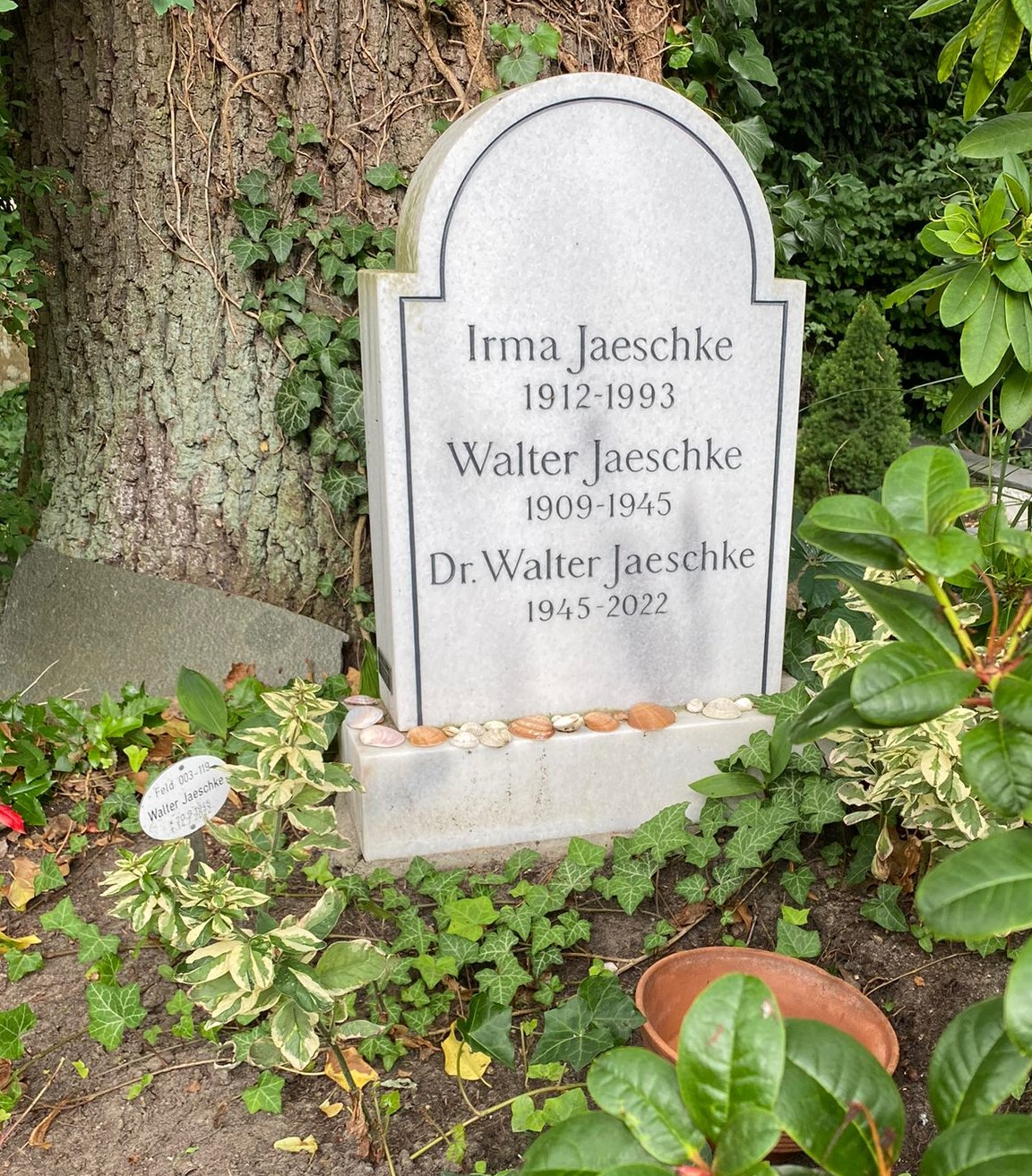
Grabstätte auf dem Alten Friedhof Wannsee

Jaeschke absolvierte ein Studium der Philosophie, Religionsgeschichte und Sinologie an der Freien Universität Berlin und an der Technischen Universität Berlin und promovierte 1976 mit der Dissertation Die Suche nach den eschatologischen Wurzeln der Geschichtsphilosophie. Eine historische Kritik der Säkularisierungsthese an der Freien Universität Berlin. Die Habilitation erfolgte ein Jahrzehnt später an der Ruhr-Universität Bochum mit der Studie Die Vernunft in der Religion. Studien zur Grundlegung der Religionsphilosophie Hegels (Stuttgart 1986).
Jaeschke war von 1974 bis 1989 wissenschaftlicher Mitarbeiter des Hegel-Archivs der Ruhr-Universität sowie von 1989 bis 1998 wissenschaftlicher Mitarbeiter der Berlin-Brandenburgischen Akademie der Wissenschaften und zudem außerplanmäßiger Professor am Institut für Philosophie der Freien Universität Berlin. Von 1998 bis zu seiner Emeritierung 2010 wirkte er als Professor für Philosophie mit besonderer Berücksichtigung des Deutschen Idealismus an der Ruhr-Universität Bochum sowie als Direktor des dortigen Hegel-Archivs, an dem die kritische Edition der Werke Hegels erarbeitet wird. 2014 wurde er zum korrespondierenden Mitglied der Nordrhein-Westfälischen Akademie der Wissenschaften gewählt.
Walter Jaeschke wurde auf dem Alten Friedhof Wannsee beigesetzt. 

## Veröffentlichungen (Auswahl)
- Hegel-Handbuch: Leben – Werk – Schule, J.B. Metzler, Stuttgart 3. Auflage 2016; ISBN 978-3-476-02610-1.
- mit Andreas Arndt: Die klassische deutsche Philosophie nach Kant. Systeme der reinen Vernunft und ihre Kritik; 1785 – 1845, München : Beck 2012, ISBN 978-3-406-63046-0.
- zusammen mit Kurt Bayertz und Myriam Gerhard (Hrsg.): Der Ignorabimus-Streit. Felix Meiner, Hamburg 2013, ISBN 978-3-7873-2158-2.[3]
- Als Leiter und Herausgeber von Editionen:
  - Hegel: Gesammelte Werke. Herausgegeben von der Nordrhein-Westfälischen  Akademie der Wissenschaften. Hamburg: Felix Meiner Verlag, 1968ff.
  - Friedrich Heinrich Jacobi: Werke. Hamburg: Felix Meiner Verlag, 1998ff. (zusammen mit Klaus Hammacher, Aachen)
  - Friedrich Heinrich Jacobi: Briefwechsel – Nachlaß – Dokumente. Begründet von Michael  Brüggen und Siegfried Sudhof. Stuttgart: frommann-holzboog, 1981ff. (seit 2013 zusammen mit Birgit Sandkaulen, Bochum)